# Bienwaldbahn

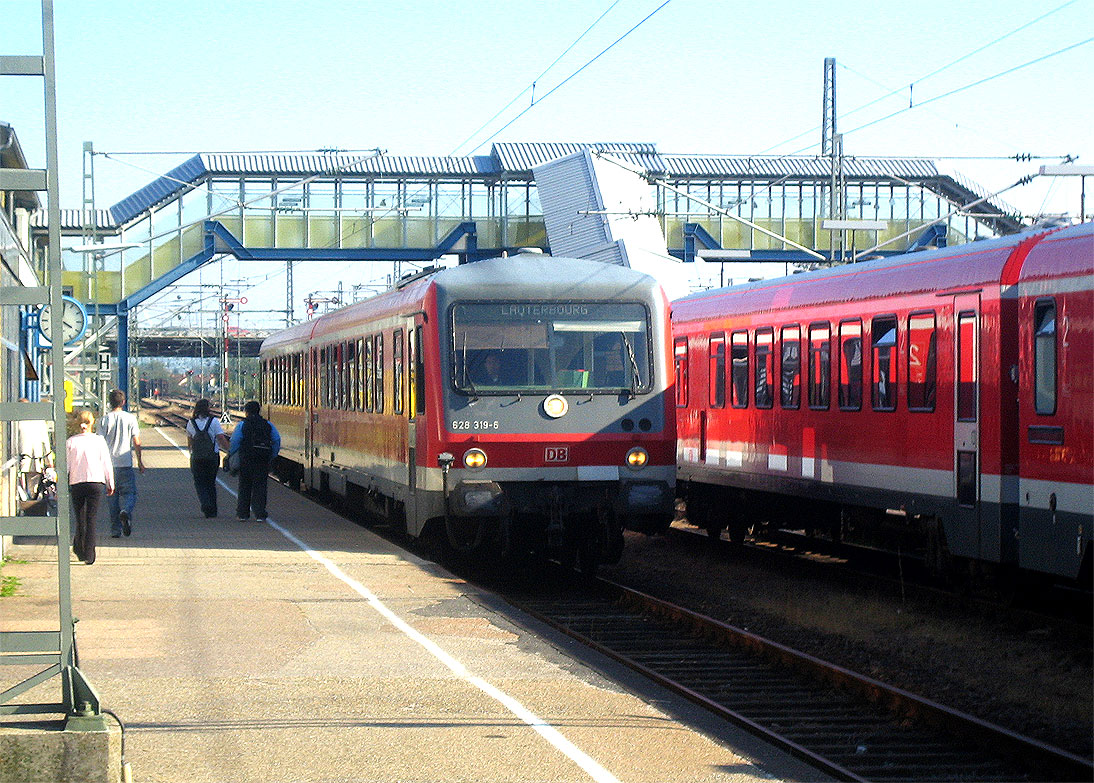
Train à destination de Lauterbourg en gare de Wörth

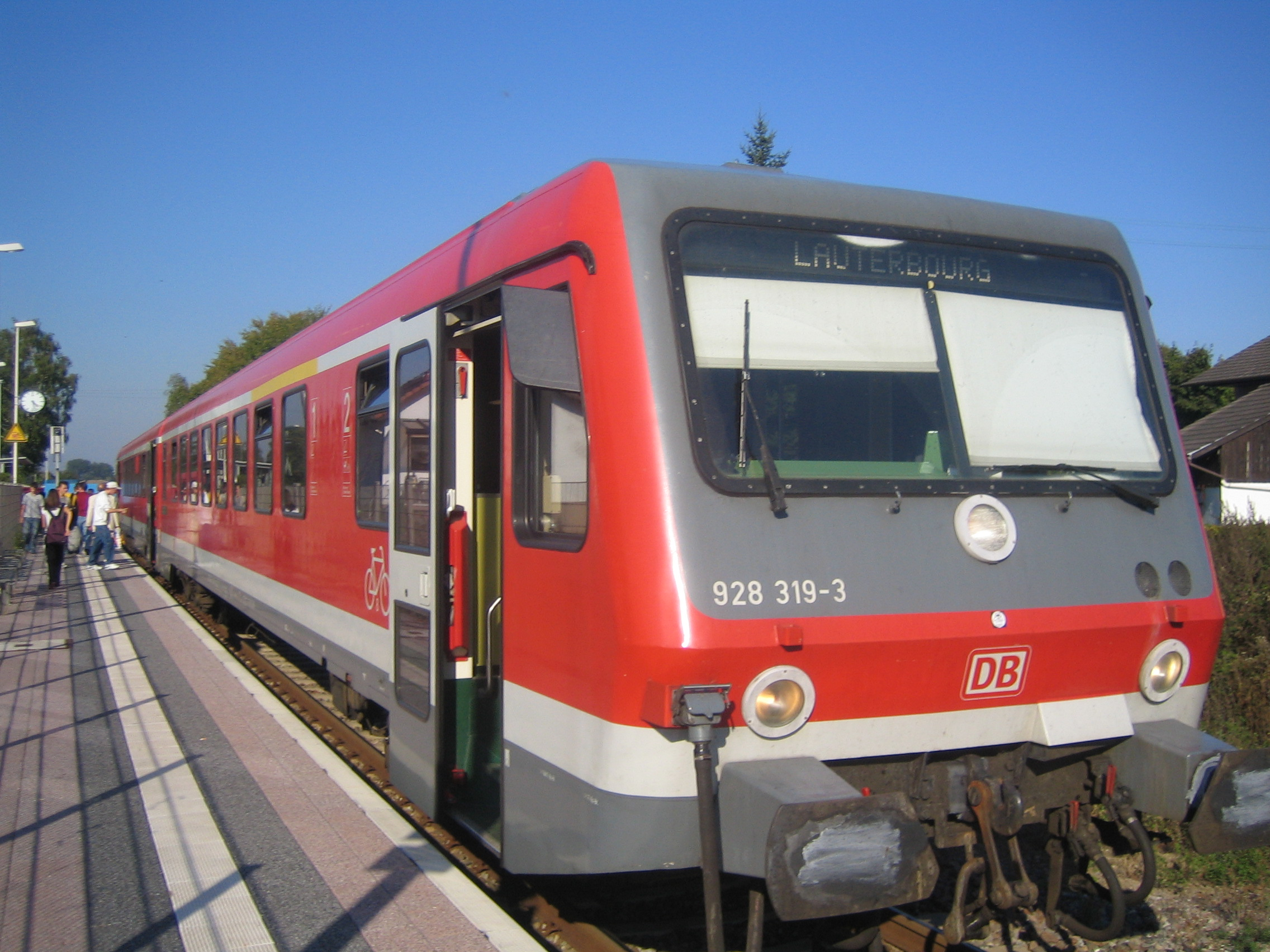
Train en gare de Hagenbach

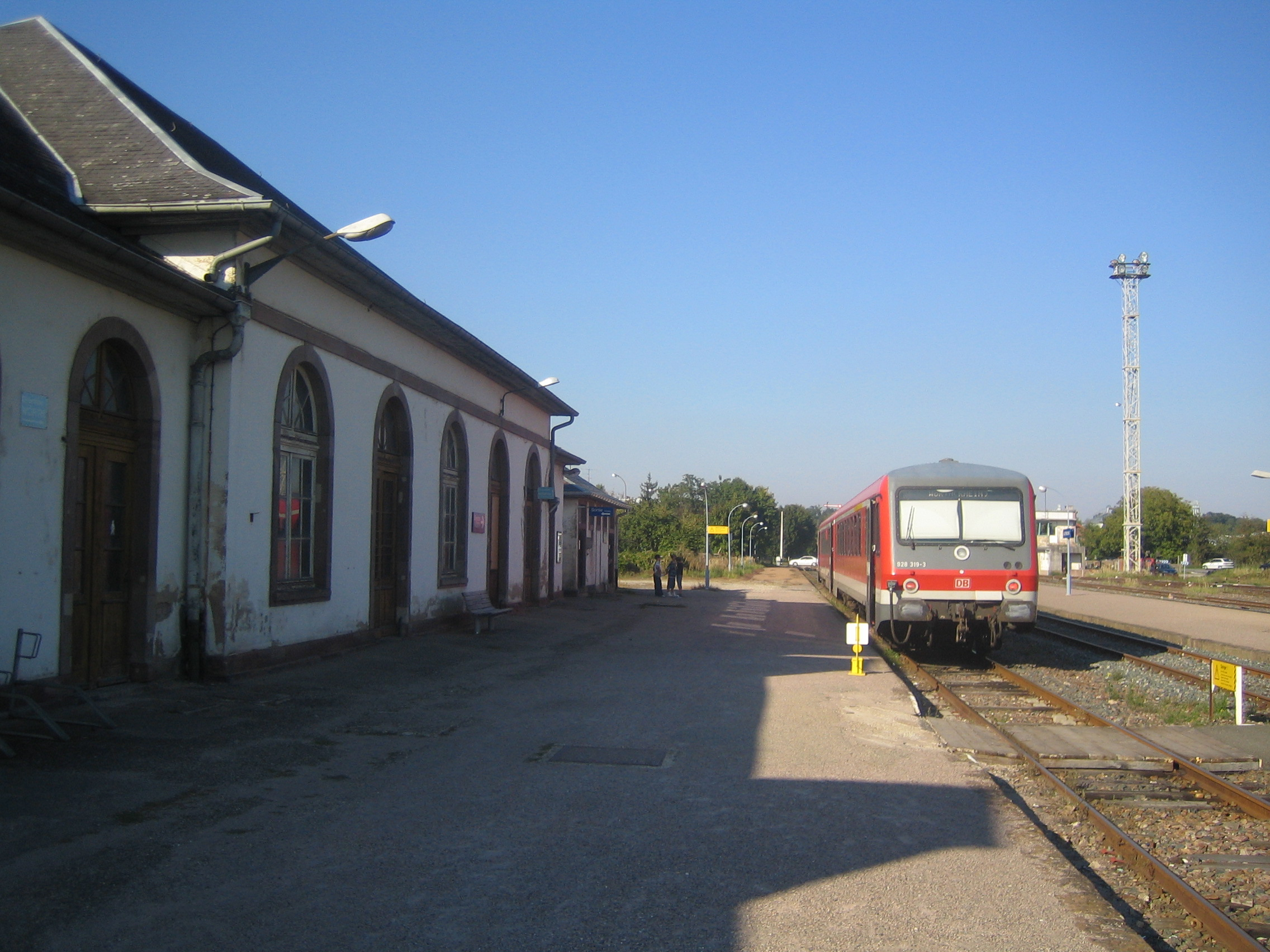
La gare de Lauterbourg

Le Bienwaldbahn (« chemin de fer du Bienwald » en allemand) est une ligne de chemin de fer essentiellement allemande, reliant la ville de Wörth am Rhein à la ville française frontalière de Lauterbourg.
Ce nom, essentiellement commercial, n'existe que depuis la réactivation de la ligne en 2002 ; il provient du nom du massif forestier (le Bienwald) que la ligne longe sur son flanc oriental.
Autrefois support de trains « grande ligne », la ligne n'est plus aujourd'hui utilisée que pour du transport régional et pour le transport de déchets radioactifs (transports Castor entre la Hague et Gorleben).

## Historique

### Ouverture (1876)
La ligne de Wörth à Lauterbourg a fait l'objet de plusieurs études menées par différents ingénieurs en 1872 et 1873 pour le compte du gouvernement bavarois. Elle a été ouverte les 24 et 25 janvier 1876 comme partie intégrante de l'itinéraire reliant Schifferstadt, Spire, Germersheim, Wörth am Rhein, Lauterbourg et Strasbourg. En 1906, la ligne a été portée à double voie.
Jusqu'à la Première Guerre mondiale, la ligne a accueilli les trains reliant Berlin à Strasbourg ; après le retour de l'Alsace à la France, ces trains circulent via la rive droite du Rhin. Toutefois, la ligne a longtemps conservé un trafic marchandises important, trafic qui est toujours resté largement plus important que le trafic passagers.

### La fin du service voyageurs (1980)
Après la deuxième Guerre mondiale, la ligne n'a plus gardé qu'un caractère local. Dans le même temps, le trafic international à Lauterbourg fut largement réduit, et la gare de Berg devint la gare terminus des trains en provenance de Wörth. Dans les années 1950, quelques trains recommencèrent à atteindre la ville française de Lauterbourg. Le 11 juin 1980 a circulé le dernier train de permissionnaires Ludwigshafen – Strasbourg, destiné aux troupes françaises en Allemagne ; ce fut le dernier train international à circuler sur la ligne. En 1984, la liaison, depuis assurée par autorail, est à nouveau limitée à Berg ; la ligne est remise à voie unique dans les années 1990.
Toutefois, le trafic fret demeura important. Quotidiennement, cinq trains dans chaque sens pouvaient être comptabilisés, souvent tractés par les locomotives de la SNCF. Parmi ces trains circulent régulièrement les trains Castor de transport de déchets nucléaires en provenance des usines de retraitement de La Hague ou de Sellafield ; ainsi, la ligne a régulièrement été couverte par les médias lors des manifestations anti-nucléaires émaillant ces transports.

### Réouverture de la ligne au trafic voyageurs (1999)
Entre 1999 et fin 2002 furent mis en circulations, les dimanches et jours fériés d'avril à octobre, des trains touristiques qui circulèrent sans arrêt intermédiaire entre Lauterbourg et Wörth. Ces trains furent connus sous le nom de « Bienwaldexpress » ; jusqu'à quatre aller-retour furent mis en circulation chaque jour.
La réouverture de la ligne à un service commercial voyageurs régulier eut lieu le 15 décembre 2002 ; à cette occasion furent modernisées les gares de Hagenbach, Neuburg et Berg et créé l'arrêt de « Maximiliansau Im Rüsten », qui permit de desservir le quartier en expansion de Maximiliansau, au sud de Wörth, sur les contreforts du Bienwald.
Toujours utilisée comme itinéraire de transports de matières nucléaires en particulier entre La Hague et l'Allemagne (Gorleben), la ligne est régulièrement le cadre d'affrontements entre les militants antinucléaires et les forces de l'ordre. Le 8 septembre 2008, des activistes s'enchaînèrent à la voie aux environs de Berg ; les forces de l'ordre mirent une douzaine d'heures à les en déloger, bloquant durant cette période le train Castor en gare de Lauterbourg.
Il est envisagé, enfin, que la correspondance obligatoire en gare de Lauterbourg pour les voyageurs souhaitant rallier Wörth et Strasbourg soit supprimée ; toutefois, la mise en circulation de trains directs entre Wörth et Strasbourg se heurte aujourd'hui à des problèmes d'insuffisance de matériel roulant TER. Un autre projet consisterait à intégrer cette ligne et son prolongement vers Strasbourg au sein du réseau de S-Bahn de Karlsruhe.

## Caractéristiques

### Exploitation
En semaine, la desserte voyageurs est cadencée à l'heure et 18 aller-retour sont assurés entre 5 h et 22 h.
Les samedi, 15 aller-retour sont proposés et les dimanches seulement 7 aller-retour sont proposés. Ces derniers alternent avec les directs Strasbourg - Wörth (Rhein).
La relation Wörth (Rhein) - Lauterbourg est nommée RB 52.

### Matériel roulant
Aujourd’hui, la ligne est exploitée avec des rames DB BR 628 et des rames DB BR 644 de la Deutsche Bahn. Le week-end, des trains sont effectués avec des rames françaises en unité multiples, les X 73900.
Le service est effectué par DB Regio Mitte et certains trains du week-end par la SNCF.